# Be元氣 ＜只要嘗試便能做到!＞
「Be元氣 ＜只要嘗試便能做到!＞」（Be元氣 ＜成せば成るっ!＞）是日本的女子偶像組合Berryz工房的第28張单曲。2012年3月21日由PICCOLO TOWN发售。

## 概要
- 此單曲有4個版本，分別有「初回生產限定盤A - C」和「CD ONLY」。「初回生產限定盤A」和「初回生產限定盤B」收錄了「Be元氣 ＜只要嘗試便能做到!＞」的PV。
- 在4月2日於公信榜单曲週排行榜取得第9位。

## 收錄内容

### CD（初回生産限定盤A - C 、 CD ONLY）
CD
1. Be元氣 ＜只要嘗試便能做到!＞
（作詞、作曲：淳君 編曲：平田祥一郎）
2. 我已不再是一個孩子了...（もう、子供じゃない私なのに…）
（作詞、作曲：淳君  編曲：前嶋康明）
3. Be元氣 ＜只要嘗試便能做到!＞(Instrumental)

### DVD（初回生産限定盤A）
1. Be元氣 ＜只要嘗試便能做到!＞（Night View Dance Ver.）

### DVD（初回生産限定盤B）
1. Be元氣 ＜只要嘗試便能做到!＞（Close-up Berryz工房 Ver.）